# Notte dei forconi
La notte dei forconi fu un attacco avvenuto il 14 febbraio 1992, in cui militanti arabi israeliani dell'area di Wadi 'Ara, membri del Movimento per il Jihad Islamico in Palestina, si infiltrarono in un campo di addestramento delle IDF nei pressi del kibbutz Gal'ed, sulle alture di Menashe, e uccisero 3 soldati israeliani.

## L'attacco
Le reclute dell'addestramento di base della brigata Nahal avevano trascorso una settimana in addestramento sul campo vicino al kibbutz Gal'ed a Ramot Menashe. I 4 assassini entrarono nell'accampamento delle reclute di addestramento di base e uccisero tre soldati, il capodella squadra Guy Friedman e due reclute, usando coltelli, asce e un forcone di cui erano dotati.

## Conseguenze
Gli assassini alla fine furono catturati dalle forze di sicurezza israeliane dopo che i servizi segreti li condussero alla casa dove erano nascoste le armi. Quando raggiunsero la casa, trovarono un muro di cemento non ancora asciutto, destando i loro sospetti. Dopo aver scavato il cemento trovarono le armi del delitto: il forcone, i coltelli e le asce che erano stati usati dai militanti per uccidere i soldati. Dopo aver esaminato le armi, un'indagine condusse le forze di sicurezza israeliane dagli stessi assassini.
Gli assassini, reclutati dall'organizzazione militante della Jihad islamica palestinese, furono giudicati colpevoli e condannati a tre ergastoli.